# Kaman Aircraft
Kaman Aircraft je americká letecká společnost se sídlem v Bloomfieldu v Connecticutu v USA. Byla založena v roce 1945 Charlesem Kamanem. Během prvních deseti let firma vyvíjela a vyráběla různé typy vrtulníků, některé z nich ustanovily světové rekordy. Charakteristickou koncepcí firmy se stalo boční uspořádání dvojité nosné rotorové soustavy s prolínajícími se listy (anglický termín je „synchropter“).
Od roku 1956 společnost rozšířila pole působnosti a stala se mj. subdodavatelem leteckých firem, např. McDonnell Aircraft Corporation, Grumman a dalších.

## Historie
1945
- V prosinci zakládá tehdy 26letý Charles Kaman leteckou společnost Kaman Aircraft.[1]

1947
- Do New Yorku byl v roce 1947 dopraven v rámci operace Paperclip německý letecký konstruktér Anton Flettner, který se stal posléze šéfkonstruktérem společnosti Kaman a rozvíjel zde dál koncepci „synchropter“.[2]
- 15. ledna poprvé vzlétla první helikoptéra Kaman K-125.[1]

1949
- V červenci 1949 byla hotova vylepšená verze Kaman K-225, dva stroje odebralo US Navy a jeden US Coast Guard za cenu 25 000 US$ za kus. Později K-225 dostal vojenské označení H-22.

1951
- Modifikovaná verze K-225 vybavená motorem Boeing T50 (YT50) se stala první helikoptérou s plynovou turbínou na světě. Tento vrtulník je nyní v muzeu Steven F. Udvar-Hazy Center v Chantilly ve Virginii.[3]

1953
- Kaman vyrobil první elektrický bezpilotní letoun.
- Zároveň proběhl první let vrtulníku HOK-1 pro USMC, verze pro USAF nesla označení Kaman H-43A Huskie.

1954
- Návrh konvertoplánu s překlopným křídlem Kaman K-16 (koncepce „Tilt Wing“).
- Upravená verze vrtulníku HTK-1 se stala první helikoptérou na světě poháněnou dvěma turbínami.

1958
- Postavena experimentální helikoptéra Kaman K-17 s malými motory na koncích rotorových listů.[1][4]

1959
- Postaven a zaletěn vrtulník HU2K-1, později známý jako UH-2A Sea Sprite.[5]

1960
- Kaman jako první vyrobil a úspěšně použil první celokompozitové listy nosného rotoru.[1]

1962
- Vyroben a zalétáván prototyp 12místné civilní transportní helikoptéry Kaman K-1125.

1964
- Vrtulník UH-2A byl vybaven motorem General Electric J85 a nosným křídlem z letounu Beechcraft Queen Air, čímž vznikl experimentální konvertoplán označený YUH-2 pro testy vysokorychlostních strojů s rotorovou nosnou plochou.

1971
- Kaman vyrobil a zaletěl vírník Kaman KSA-100 (SAVER - Stowable Aircrew Vehicle Escape Rotorseat) s teleskopickými rotorovými listy. Byl to první vírník s proudovým pohonem na světě.[1]

1973
- Vrtulník SH-2F Sea Sprite vstupuje do služby US Navy (program LAMPS).[1]

1976
- Firma navrhla a vyrobila rotorový list K-747, první sériově vyráběný celokompozitový list pro vrtulník Bell AH-1 Cobra. Celková produkce přesáhla 4 000 ks.[1]

1991
- V Perském zálivu je nasazen nový laserový protiminový systém The Magic Lantern během operace Desert Storm. Je efektivní při vyhledávání min.[1]

1994
- Uvedení vrtulníku Kaman K-MAX (továrním označením K-1200).[1]

## Letadla
| Letadlo              | První let         | Typ                                                                        |
| -------------------- | ----------------- | -------------------------------------------------------------------------- |
| Kaman K-125          | 15. leden 1947    | vrtulník s dvojicí nosných rotorů s prolínajícími se listy („synchropter“) |
| Kaman HH-43 Huskie   | 1947              | vrtulník s dvojicí nosných rotorů s prolínajícími se listy („synchropter“) |
| Kaman K-190          | duben 1949        | vrtulník s dvojicí nosných rotorů s prolínajícími se listy („synchropter“) |
| Kaman K-225          | červenec 1949     | vrtulník s dvojicí nosných rotorů s prolínajícími se listy („synchropter“) |
| Kaman K-16           | neproběhl         | projekt konvertoplánu s překlopným křídlem                                 |
| Kaman K-17           | 1958              | experimentální helikoptéra s malými motory na koncích rotorových listů     |
| Kaman UH-2 Seasprite | 1959              | vrtulník klasické koncepce s hlavním a vyrovnávacím rotorem                |
| Kaman K-1125         | srpen 1962        | 12 místná civilní transportní helikoptéra                                  |
| Kaman KSA-100        | 1971              | vírník s proudovým pohonem a teleskopickými rotorovými listy               |
| Kaman K-MAX          | 23. prosince 1991 | vrtulník s dvojicí nosných rotorů s prolínajícími se listy („synchropter“) |

## Galerie

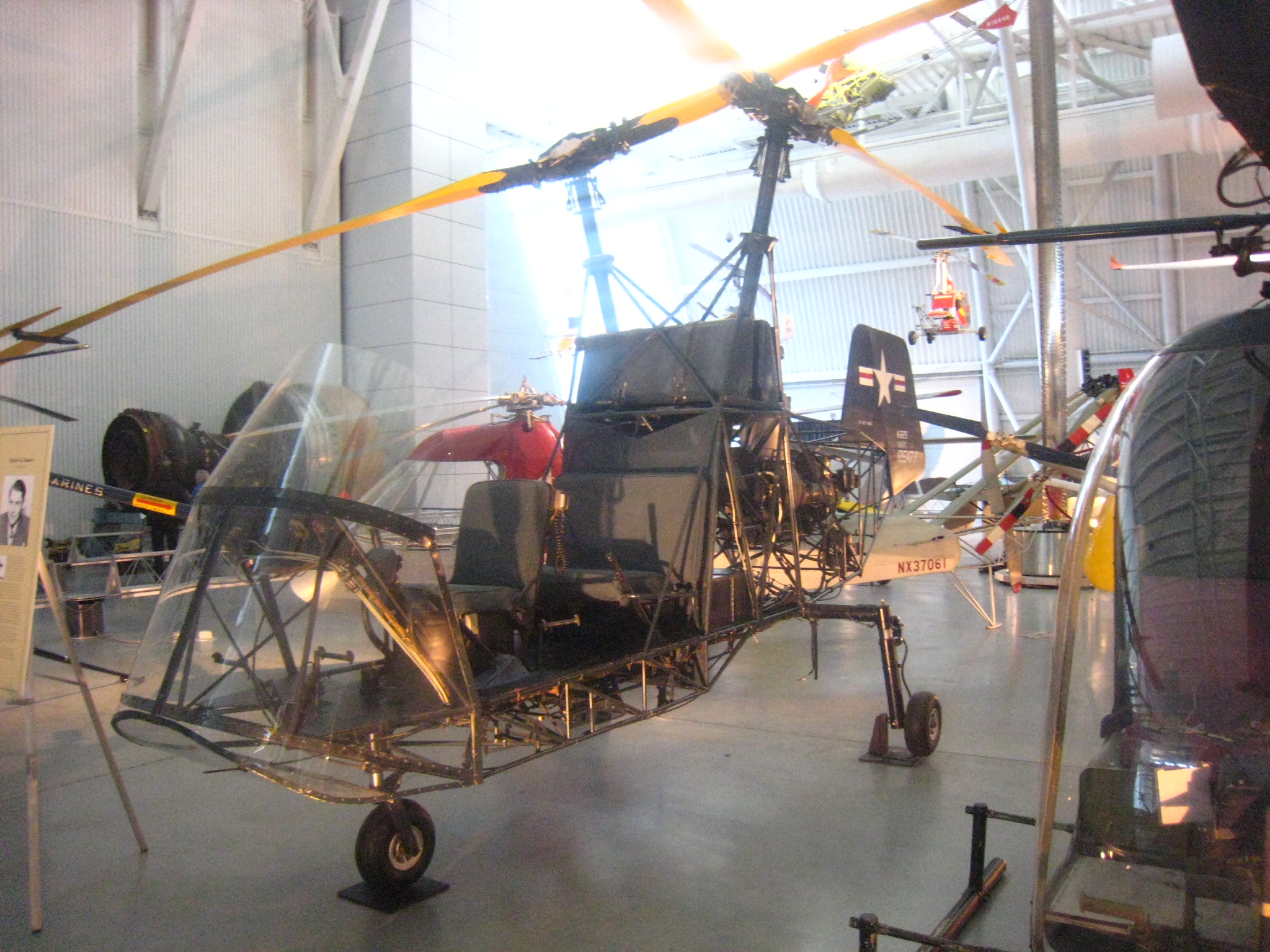
Kaman K-225
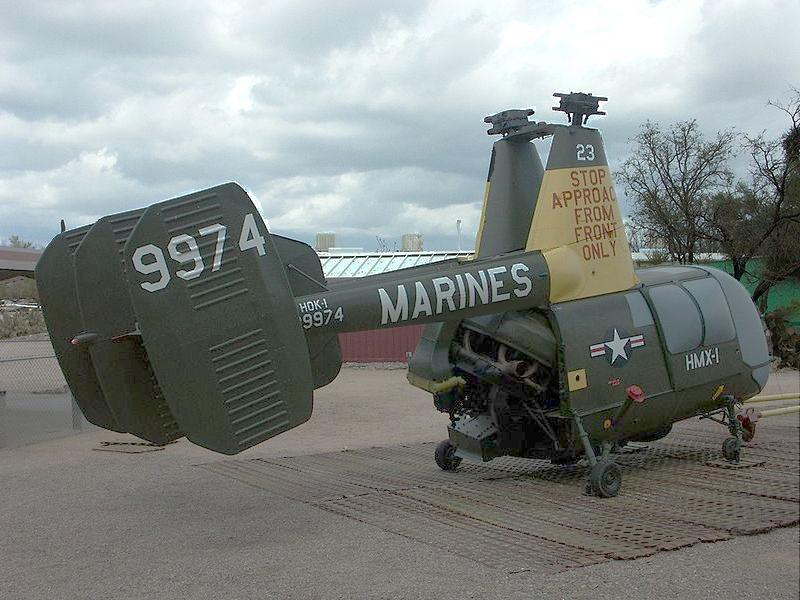
Kaman HOK-1
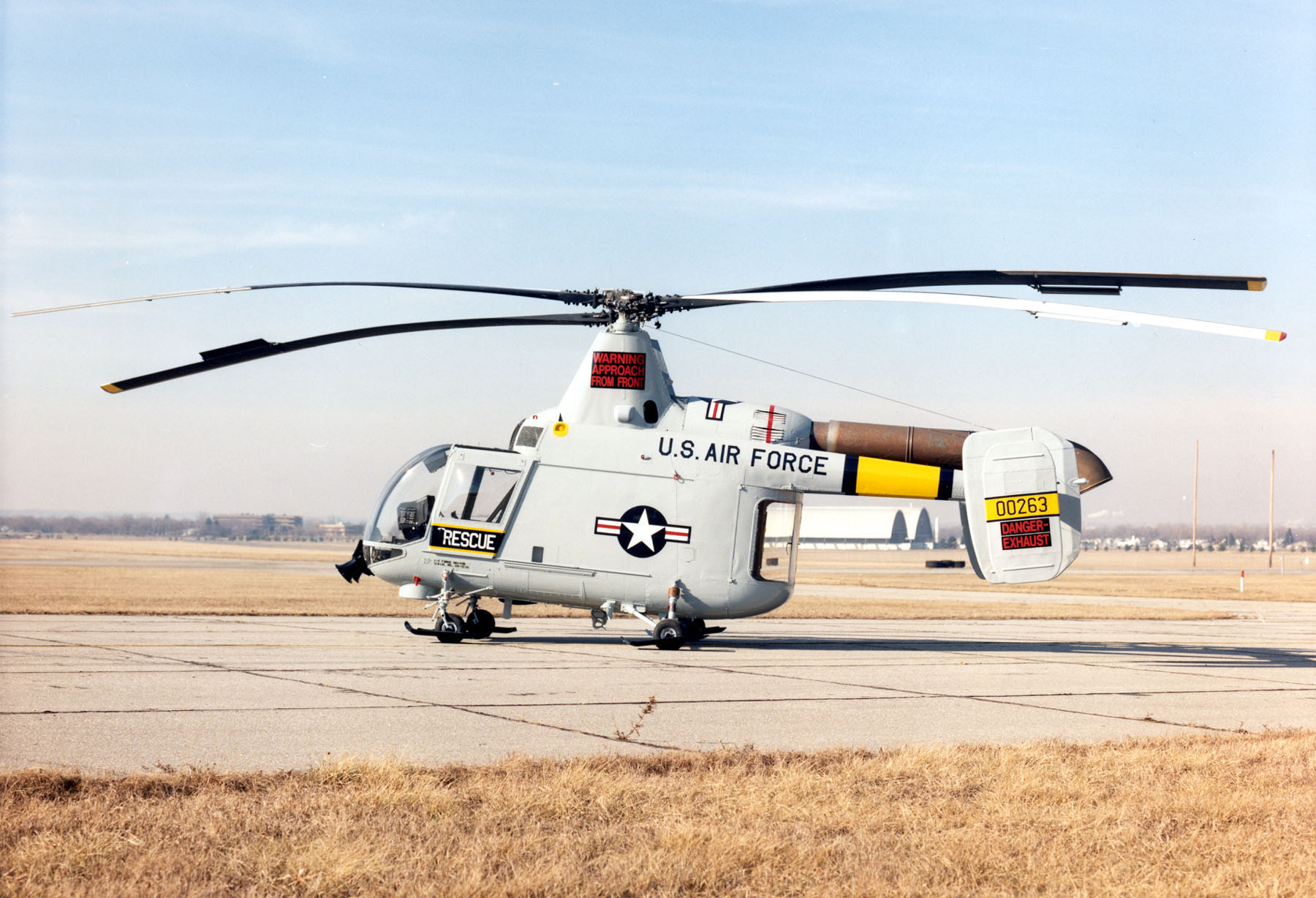
Kaman HH-43B Huskie
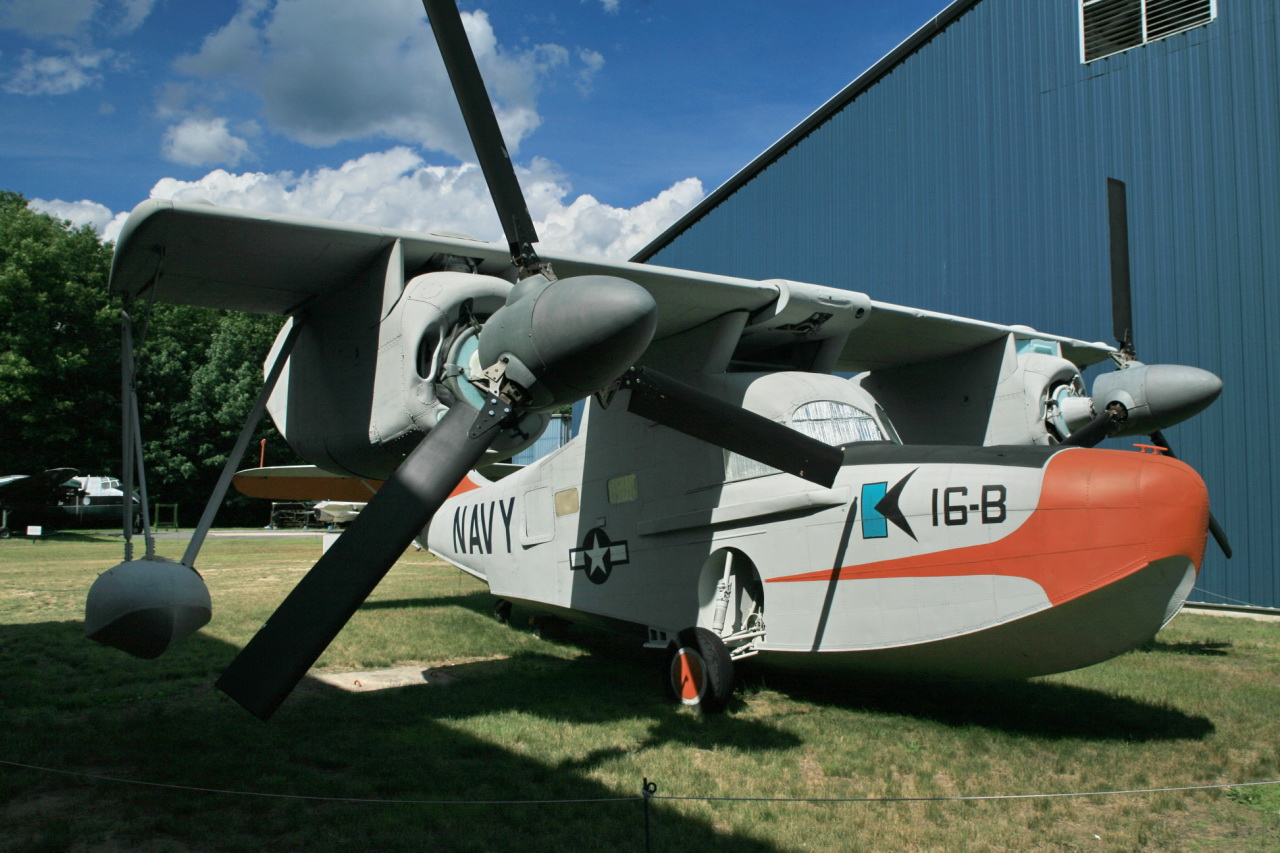
Kaman K-16B

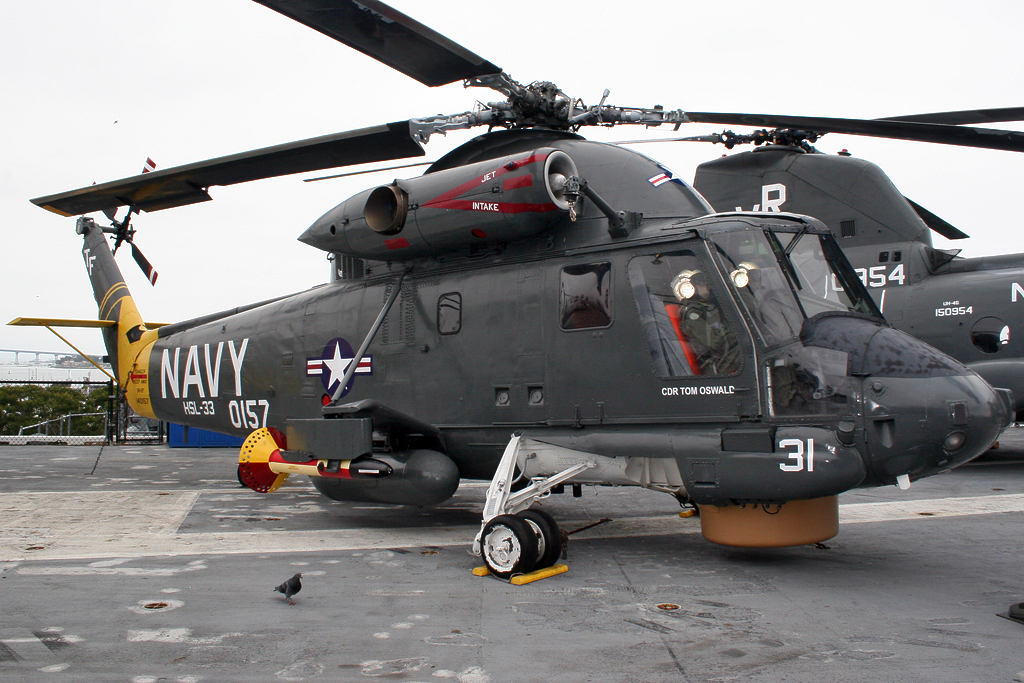
Kaman SH-2F Seasprite
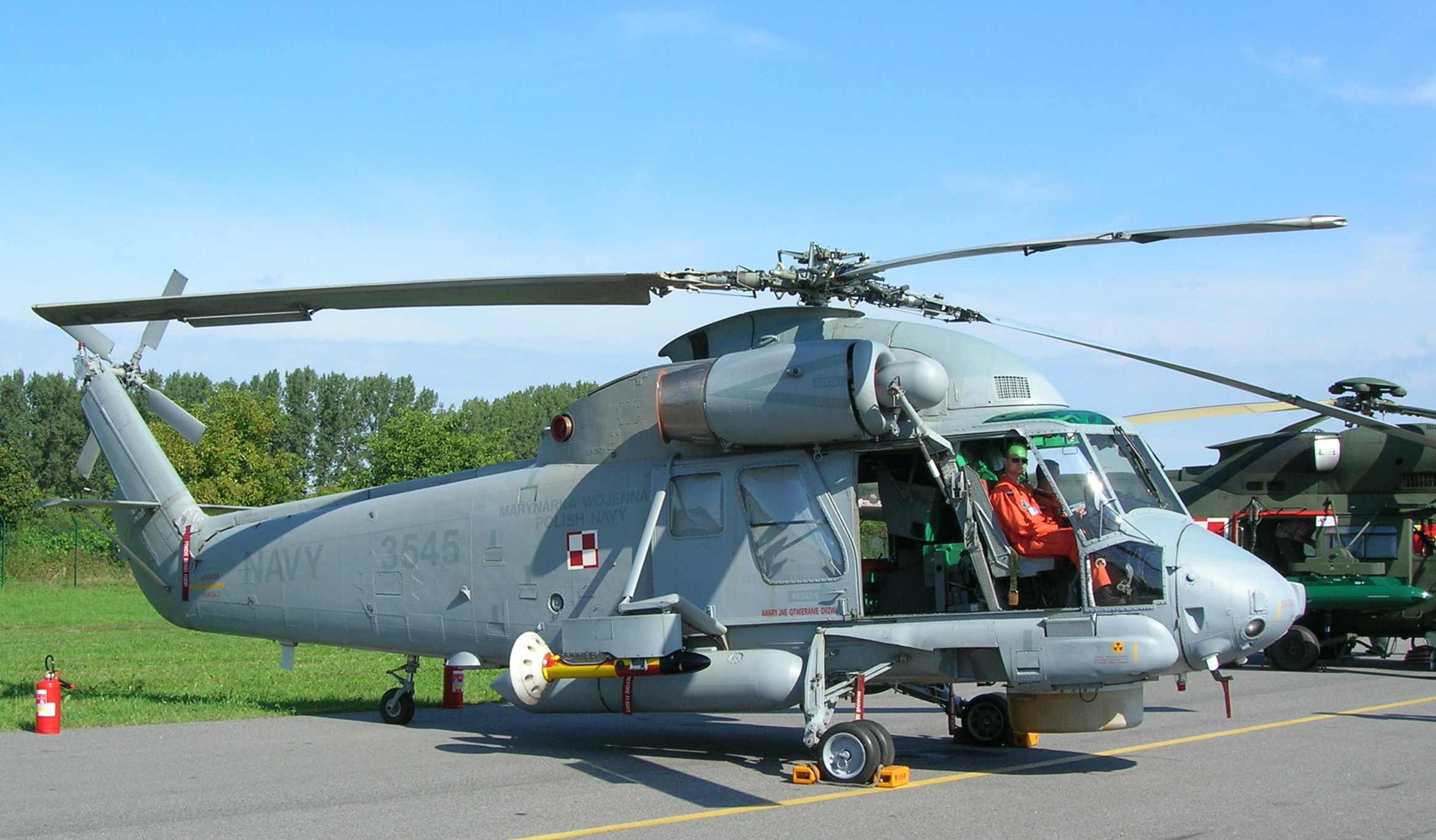
Kaman SH-2G
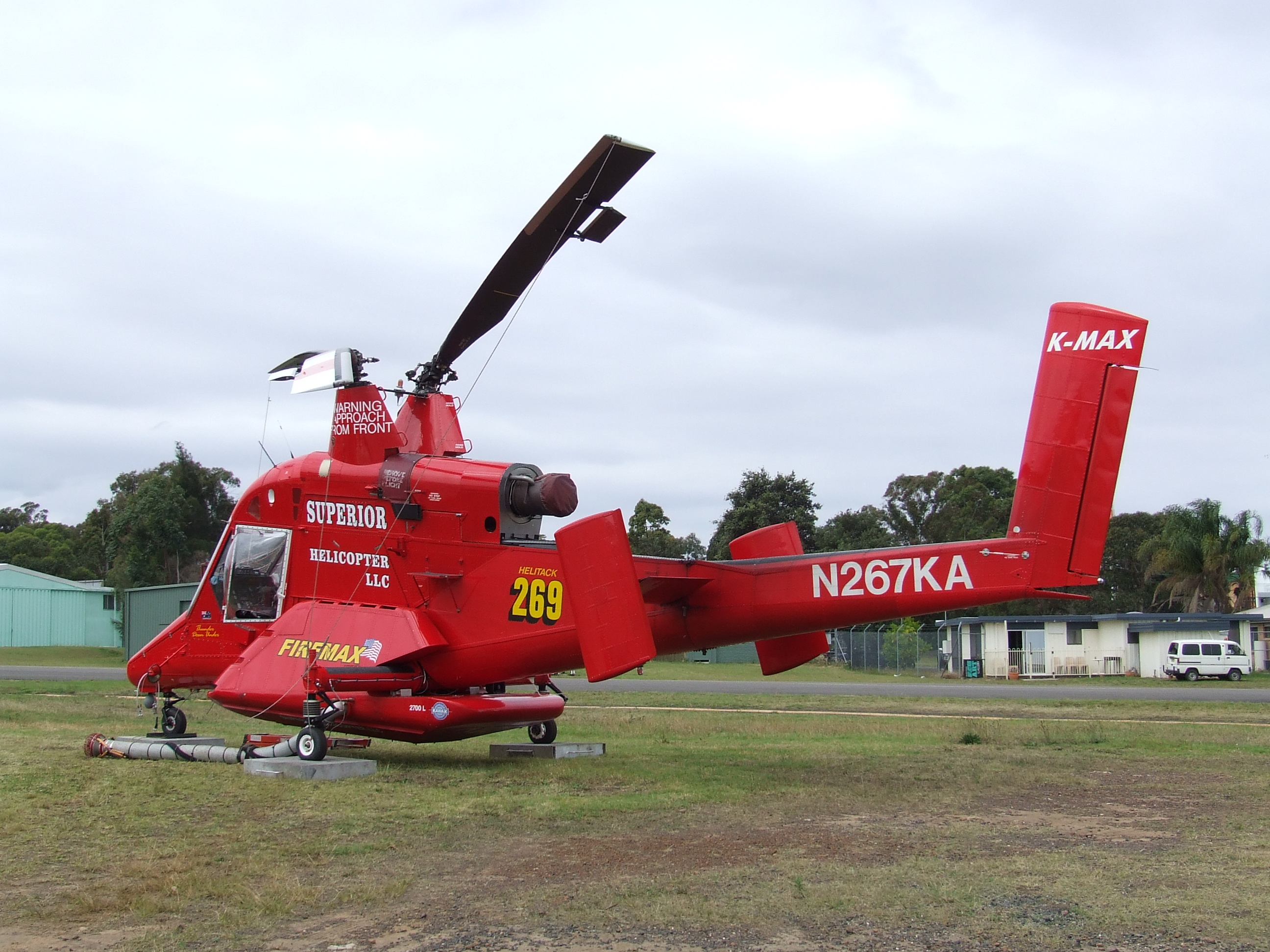
Kaman K-MAX